# Olga Taussky-Todd
Olga Taussky-Todd (Olomouc, 30 augustus 1906 - Pasadena, 7 oktober 1995) was een Oostenrijk-Hongaars en later Tsjechisch-Amerikaans wiskundige. Ze heeft rond de 300 publicaties op haar naam staan.

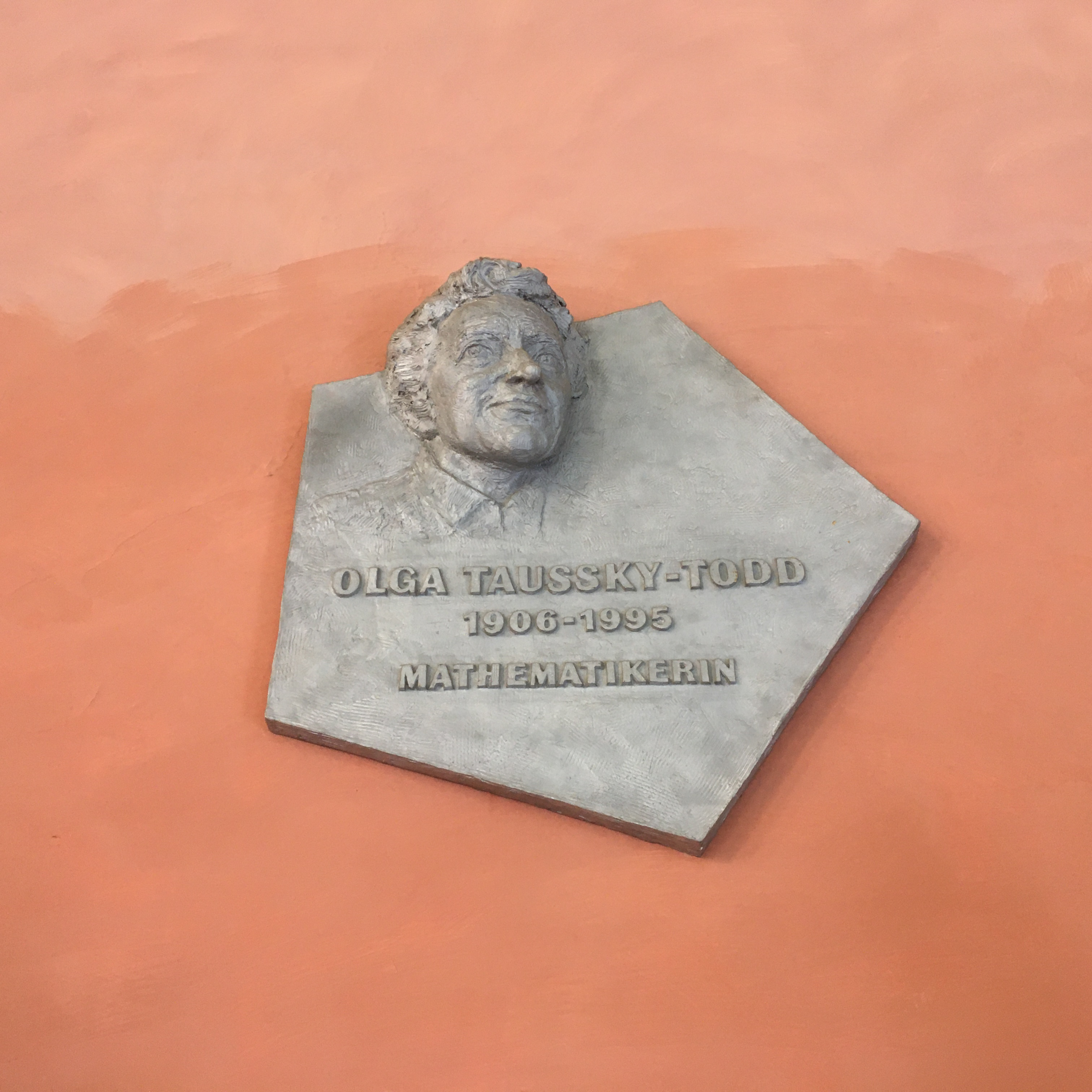
Monument Olga Taussky-Todd

Tussen 1935 en 1947 gaf ze les aan Girton College van Universiteit van Cambridge. Hier was ze onder andere promotor van Hanna Neumann. Later, in 1957 begon ze met lesgeven aan California Institute of Technology. Ze ging daar in 1977 op 70-jarige leeftijd verplicht met emeritaat. Als emeritus hoogleraar heeft ze bij uitzondering nog een aantal promovendi begeleid. 

## Wetenschappelijk werk
Taussky begon haar carrière in de algebraïsche getaltheorie met een doctoraat aan de universiteit van Wenen onder Philipp Furtwängler, een Duitse getaltheoreticus.
Een van haar meest geciteerde publicaties is 'A Recurring Theorem on Determinants' uit 1949. In dit artikel bewijst Taussky 6 theorema's die betrekking hebben op de determinant van reële en complexe {\displaystyle n\times n}-matrices. Het artikel geeft een elegante vereenvoudiging van al bestaande bewijzen en spreekt over de toepasbaarheid van de bewezen eigenschappen.
Haar best gewaardeerde artikel is 'Sums of squares' uit 1970. In dit artikel belicht zij een aantal toepassingen van sommen van kwadraten, ze spreekt bijvoorbeeld over de stelling van Pythagoras en Fermat's stelling over de som van twee kwadraten. Voor dit artikel heeft Taussky in 1971 de Lester R. Ford prijs gekregen

## Prijs
Caltech heeft ter ere van haar de Olga Taussky-Todd Prijs in het leven geroepen. Deze prijs is ingesteld om vrouwen in de wiskunde aan Caltech te ondersteunen. 